# سیکلوپروپنیلیدن
سیکلوپروپنیلیدن (انگلیسی: Cyclopropenylidene) نوعی ملکول آروماتیک با فرمول مولکولی C۳H۲ است که متعلق به گروهی از مولکول‌های آلی به نام کاربن‌ها است.